# Madison (baile)

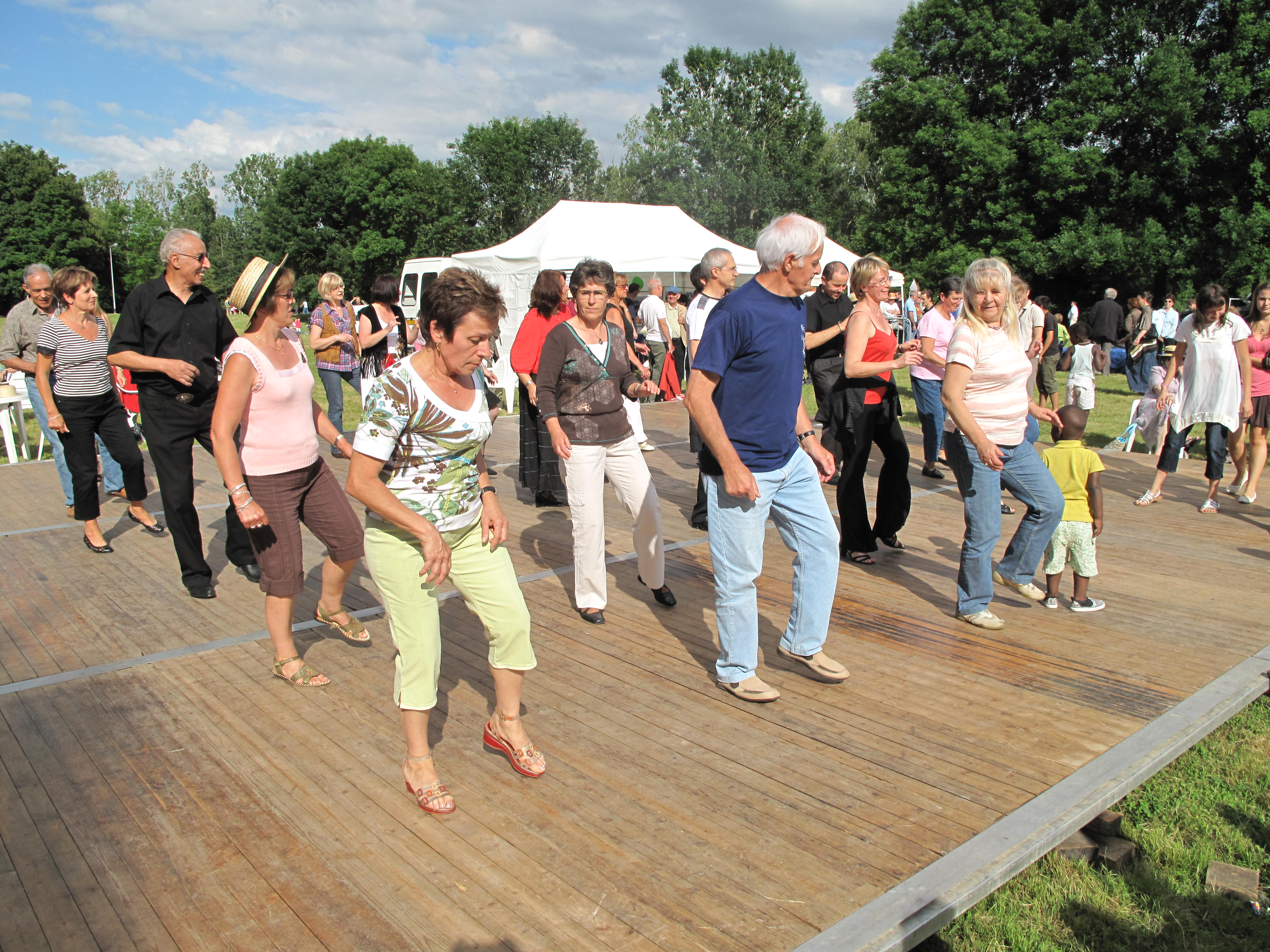
Bailando Madison

El Madison es un baile que se hizo popular desde finales de 1950 hasta mediados de 1960. El Madison se creó y bailó por primera vez en Columbus, Ohio, en 1957. La popularidad local de la danza que se registraba en Baltimore, Maryland, llamó la atención a los productores del programa televisivo de danza The Buddy Deane Show en 1960, que recogía espectáculos de baile de todo el país, consiguiendo hacerlo muy popular.
El Madison proseguía la tendencia de baile iniciada por el twist. Se baila sin contacto físico con la pareja. Se puede bailar en fila, en varias filas, en círculo o enfrentadas las parejas. En el Madison se conocen más de veinte figuras, todas clasificadas y tituladas, aunque partiendo de determinadas posiciones iniciales se pueden improvisar infinidad de nuevas figuras., Su popularidad inspiró varios grupos de baile y concursos.
El baile aparece en la película Hairspray, dirigida en 1988 por John Waters y se sigue bailando en el musical del mismo nombre de Broadway.
Ray Bryant grabó “Madison Time” con el sello Columbia Records en 1959. Otra versión fue grabada por el presentador de radio Alan Freeman en 1962.
El Madison adquirió carácter internacional cuando Count Basie visitó Columbus, en 1959 y adoptó el baile como entretenimiento en sus actuaciones en Londres y el continente europeo.

## Movimientos del Madison
El Madison básico bailado en la película Hairspray es el siguiente:
1. Pie izquierdo, paso adelante
2. Coloque el pie derecho al lado del izquierdo y aplauda
3. Pie derecho, paso atrás
4. Mueva el pie izquierdo hacia atrás y cruce el derecho
5. Mueva el pie izquierdo hacia la izquierda
6. Mueva el pie izquierdo hacia atrás y cruce el derecho